# YOSHIKI EZAKI
YOSHIKI EZAKI（ヨシキ エザキ、2001年8月生まれ。）は日本の男性ヒップホップアーティスト。東京都出身。

## 略歴
2017年高校生時代にラップ歴数ヶ月で O-EAST のMC バトルイベントの舞台に立ち頭角を現す。
2018年HIP HOP専門ネットラジオ局 WREP「ゴジレプ」サイファーコーナーに出演。
同年9月以降ライブ活動をメインに WOMB 主催フェス他、同世代を集めた 主宰イベントTee△up( ティーアップ ) が話題を集める。LEX を客演に迎えた「Affection」、「Prudent feat. baindali」 をサブスク限定リリース。
2019年SoundCloudでリリースされた「Soft (short Ver.)」がノープロモーションながら ʻTop 50 HipHop R&Bʼ All music genres ʼに世界中の楽曲の中から選曲される快挙を果たす。
また、新型コロナウイルス感染拡大の影響により、音楽活動の機会を奪われているアーティストへの生活支援を目的としたプロジェクト「100byKSR」に参加し 2020年6月に10代の移り変わりの心境を綴った「Coro Coro Mind」をリリース。
2020年12月にはアメリカから NLE Choppa, Hotboii,SahBabii, YNW Melly, Bslime 等を手がける新鋭プロデューサー 達を迎えた ファーストアルバム「sweet room」をリリース。
先行配信されたアルバムタイトル曲「sweet room」では当時19歳の等身大の価値観や恋愛感が描かれており、アルバム内では同世代ラッパーのさなりや百足とのコラボも実現した。
その後発表した「不健康 Life」では高校卒業後の自身の生活や自粛期間での日々の葛藤をテーマに前作からも成長し進化した姿を見せた。
2021年8月より、ABEMA のオリジナル恋愛番組「オオカミシリーズ」最新作「虹とオオカミには騙されない」に出演中。
自身のアピールポイントとして、「けっこうテキトーな性格なんですけど、音楽だけはめちゃくちゃ真面目にやってるので、そこは別で見てほしい」「自分のラップシーンを見せられたら、自分の人間の本質を知ってもらえる」と、音楽に対する熱い思いを語っている。

## ディスコグラフィ
| リリース日 | タイトル           | 形態   |
| ---------- | ------------------ | ------ |
| 2019年9月  | YOSHIKI EZAKI      | EP     |
| 2020年3月  | Blue               | Single |
| 2020年3月  | Try                | Single |
| 2020年4月  | OFF                | EP     |
| 2020年5月  | 連絡なしでOK       | Single |
| 2020年６月 | Coro Coro Mind     | Single |
| 2020年12月 | sweet room         | Album  |
| 2021年5月  | 不健康Life         | Single |
| 2021年8月  | Flow feat. T-Swagg | Single |

## 出演

### 番組
虹とオオカミには騙されない（2021年8月1日 - 放送中、ABEMA）

## 人物
中学生までサッカーをしており、試合前にはサカナクションの曲を聴いていた。音楽には自然に興味を持ったそう。
ラップを始めたのは「高校生ラップ選手権の映像を観てラップのリズムが気持ちよかった、聴き心地が良くてなんとなくやり始めた」というのがきっかけ。
当時はちゃんと音楽をやっていくつもりではなく、サッカーの帰り道にフリースタイルで遊ぶという感覚だった。
MCバトルに出場していくうちに自分自身の曲を作ってステージでライブをしてみたいという思いがだんだん強くなり、本格的に活動を開始。
思ったことをそのまま言葉にして表現するというところにラップの魅力を感じ、自身でも曲を作るようになる。
2020年3月に高校を卒業。小・中・高はちゃんと学校に通っており、高校卒業後は「昼に自由に動けるようになんて人生で初めて」と心境を語っている。
音楽をやっている周りの同世代は高校に行っていない人が多かったらしく、アーティスト活動と学校生活を両立していたことから「高校に通っていることがキャラみたいになっていた」というエピソードがある。
自分のことを「小さい頃からずっと目立ちたがり屋」と明かしており、「“世界の0.1％がお金持ち。この0.1％の人たちでほぼこの世界は回っている”という話を聞いて、そこに行きたいなと思った」と、大きな目標を持っている。
影響を受けたアーティストとしてBaindaliとJP THE WAVYを挙げている。
Baindaliは、「曲を作り始めたのが同時期、お互い自宅レコーディングを始めた、年齢が同じ」など共通点が多く、多彩なジャンルに挑戦する姿勢や音楽に対するストイックさに影響を受ける。一緒に作った「Soft」という楽曲は思い入れのある作品だと明かしている。
JP THE WAVYは、「ワールドワイドでクリエティブ、LIFEもFASHIONも楽曲にうまく落とし込めているアーティスト」「僕達のような若手のアーティストに夢を見させてくれている」とリスペクトしている。